# Barro (Pontevedra)
Barro ist eine galicische Gemeinde in der Provinz Pontevedra im Nordwesten Spaniens mit 3.657 Einwohnern (Stand: 2024). 

## Geografie
Die Gemeinde Barro liegt im Nordwesten der Provinz Pontevedra und gehört zur Comarca Pontevedra. Sie grenzt im Süden an die Gemeinden Poyo und Pontevedra, im Osten an Moraña, im Norden an Portas und im Westen an Meis.

## Gemeindegliederung
Die Gemeinde Barro ist in sechs Parroquias gegliedert:
| Parroquias | Patrozinium | Einwohner 2024 | Fläche km² | Dichte Einw./km² | Höhe msnm | Ortskennzahl |
| ---------- | ----------- | -------------- | ---------- | ---------------- | --------- | ------------ |
| Agudelo    | San Martiño | 441            | 4,55       | 97               | 112       | 36002010000  |
| Barro      | San Breixo  | 601            | 4,94       | 122              | 152       | 36002020000  |
| Curro      | Santa María | 772            | 7,04       | 110              | 157       | 36002030000  |
| Perdecanai | Santa María | 1.042          | 9,11       | 114              | 57        | 36002040000  |
| Portela    | San Mamede  | 587            | 8,08       | 73               | 86        | 36002050000  |
| Valiñas    | Santo André | 208            | 3,92       | 53               | 61        | 36002060000  |

## Wirtschaft
| Ackerbau, Viehzucht und Fischerei                                                  | 075   | 05,08  |
| Industrie                                                                          | 0246  | 016,66 |
| Bauwirtschaft                                                                      | 0178  | 012,05 |
| Dienstleistungsbetriebe                                                            | 978   | 066,22 |
| Total                                                                              | 1.477 | 100,00 |
| * Daten aus dem Statistischen Amt für Wirtschaftliche Entwicklung in Galicien, IGE |       |        |